# Joint Base San Antonio
Joint Base San Antonio (kurz JBSA) ist der Name eines gemeinsam von United States Air Force und United States Army genutzten amerikanischen Militärstützpunktes in der Nähe von San Antonio, Texas, der sich aus drei vorher eigenständigen Militärbasen zusammensetzt:
- Lackland Air Force Base
- Randolph Air Force Base und
- Fort Sam Houston